# الحذاء (بطاقات)

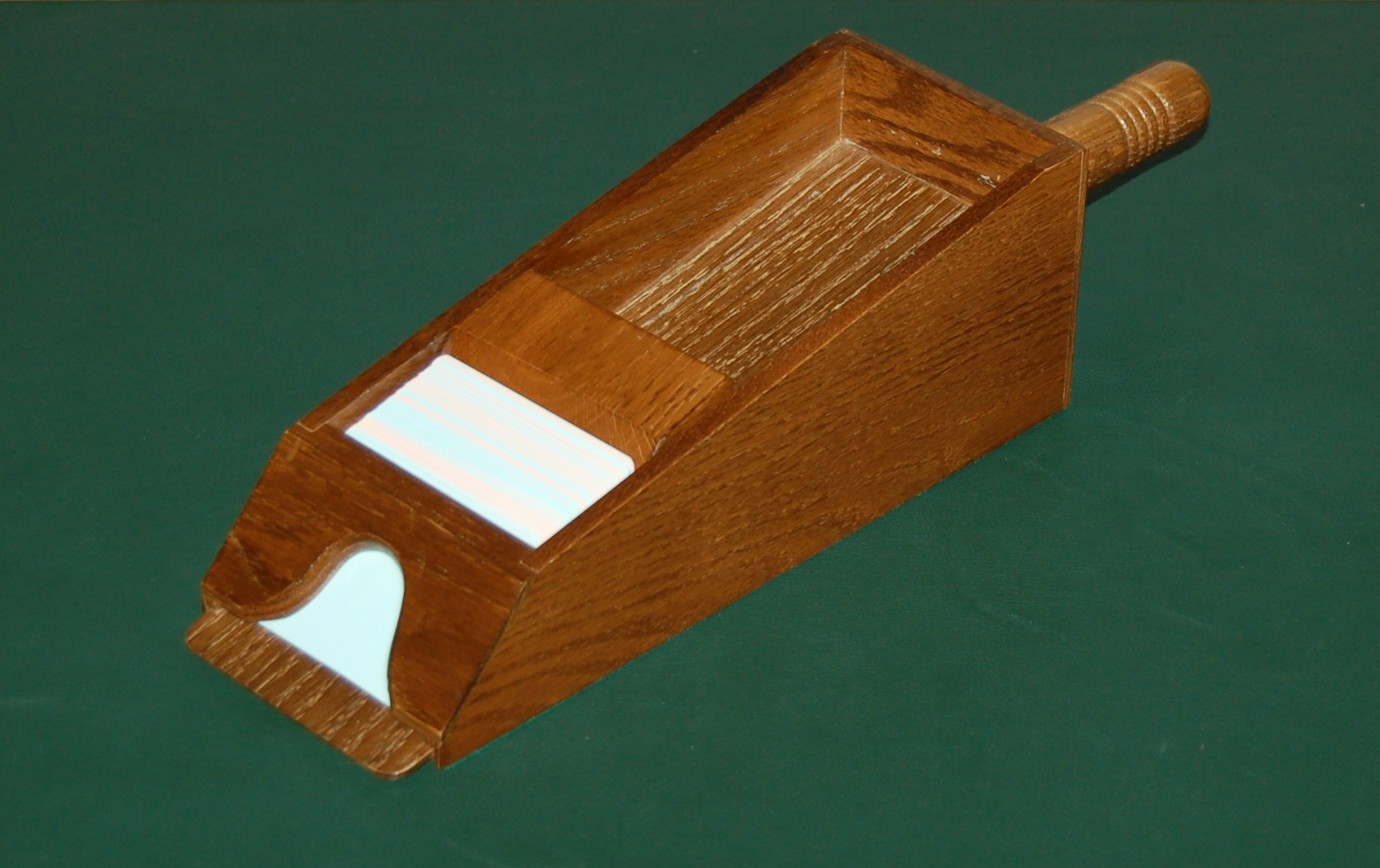
الحذاء به أربع مجموعات من الأوراق مع قطع كروت (أحمر)

حذاء التداول أو حذاء الموزع (بالإنجليزية: dealing shoe)‏ هو جهاز ألعاب، يستخدم بشكل أساسي في الكازينوهات، لحمل أوراق اللعب المتعددة. يسمح الحذاء بلعب المزيد من الألعاب عن طريق تقليل الوقت بين المراوغات وتقليل فرصة غش الموزع. في بعض الألعاب، مثل لعبة البلاك جاك (حيث يكون عد البطاقات محتملاً)، يمكن أن يؤدي استخدام مجموعات أوراق متعددة إلى زيادة ميزة المنزل.

## تاريخ
قبل عام 1961م في كازينوهات لاس فيجاس، كان يتم التعامل مع كل لعبة ورق من منصة واحدة. اقترح جون سكارن على مجلس التحكم في الألعاب في نيفادا أن يتم سن حكم من الدولة بحيث يتم التعامل مع لُعْبَة بلاك جاك والباكارات من حذاء (اختراع سكارن). بينما لم يتم تمرير مثل الحكم على الإطلاق، فإن معظم كازينوهات نيفادا تتعامل الآن من حذاء متعدد الطوابق.  بصفته مستشارًا للألعاب في فندق هافانا هيلتون، قدم سكارني أيضًا الحذاء إلى بورتوريكو وكوبا.  سمي الجهاز بهذا الاسم لأن الإصدارات الأولى منه كانت تشبه حذاء الكعب العالي للمرأة، وغالبًا ما كانت مطليه باللون الأحمر أو الأسود.

## الاستخدام
تأتي أحذية التداول بألوان وأحجام عدّة، اعتمادًا على عدد الطوابق التي يمكنها حملها (2، 4، 6، أو 8 طوابق).
عند وضع البطاقات في الحذاء، سيضع التاجر بطاقة بلاستيكية فارغة بلون ساطع. عندما يتم سحب هذه البطاقة، فإنها تشير إلى أن اللعبة الحالية هي الأخيرة قبل خلط ورق اللعب الجديد. يساعد هذا في تخفيف مِيزة اللاعب عن طريق حساب البطاقات، حيث لا يتم تشغيل جزء كبير (عادةً حوالي 25 بالمائة)  من المخزون الكامل للبطاقات. تسمى النسبة المئوية للبطاقات التي يتم توزيعها أحيانًا بالاختراق.

## فهرس
- Scarne، John (7 أغسطس 1986). Scarne's New Complete Guide to Gambling (ط. Rev Upd). Fireside. ISBN:978-0-671-63063-8.